# Didymocantha binotata
Didymocantha binotata är en skalbaggsart som beskrevs av Thomas Broun 1893. Didymocantha binotata ingår i släktet Didymocantha och familjen långhorningar. Inga underarter finns listade i Catalogue of Life.